# Aimi Kobayashi

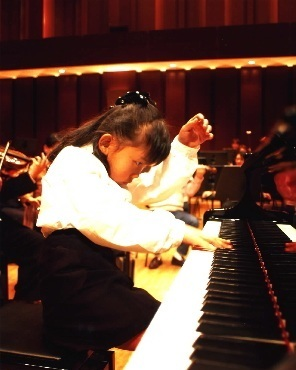
Aimi Kobayashi w 2004 roku - debiut z Orkiestrą Symfoniczną Kiusiu

Aimi Kobayashi (jap. 小林愛実 Kobayashi Aimi; ur. 23 września 1995 w Ube w Japonii) – japońska pianistka. Dwukrotna uczestniczka Międzynarodowego Konkursu Pianistycznego im. Fryderyka Chopina – finalistka XVII Konkursu (2015) i laureatka IV nagrody na XVIII Konkursie (2021).

## Życiorys
Od ósmego roku życia była uczennicą Yuki Ninomiya, a  następnie w roku 2013 zaczęła studia w Curtis Institute of Music w Filadelfii.
W Japonii zadebiutowała z orkiestrą w Kyushu w wieku 7 lat, a na scenie międzynarodowej z recitalem 2 lata później. Po kilku latach nagrała dla EMI upamiętniającą ten recital płytę i wystąpiła w Suntory Hall jako najmłodsza artystka w historii tej estrady. Koncertowała m.in. z Orkiestrą XVIII Wieku pod dyrekcją Fransa Brüggena, zespołem kameralnym Moscow Virtuosi pod batutą Władimira Spiwakowa. Wystąpiła w Carnegie Hall, Salle Cortot w Paryżu, Opera City w Tokio i Filharmonii Krakowskiej, a jej koncerty były niejednokrotnie transmitowane przez japońskich i światowych nadawców. Wystąpiła też na żywo na antenie japońskiej stacji NHK. Jej dorobek płytowy obejmuje kilkanaście pozycji z muzyką Chopina, Bacha, Beethovena i Schumanna.
Wielokrotnie brała udział w różnych konkursach pianistycznych. Jest m.in. trzykrotną finalistką japońskiej edycji Konkursu PTNA (Stowarzyszenia Nauczycieli Gry Fortepianowej) oraz zdobyła nagrodę w Konkursie dla Młodych Pianistów im. Giny Bachauer w Salt Lake City. Dwukrotnie brała udział w Międzynarodowym Konkursie Pianistycznym im. Fryderyka Chopina, w 2021 zajmując IV miejsce.
1 stycznia 2023 poinformowano o małżeństwie Kobayashi z Kyōhei Soritą, japońskim laureatem XVIII Konkursu Chopinowskiego.
Wydany w 2022 przez Narodowy Instytut Fryderyka Chopina dwupłytowy album Chopin. Koncert e-moll, 24 Preludia, Mazurki, Polonez-Fantazja z kompletem nagrań Aimi Kobayashi z XVIII Konkursu Chopinowskiego w lipcu 2024 uzyskał certyfikat złotej płyty za sprzedaż ponad 5 000 egzemplarzy.

### XVII Międzynarodowy Konkurs im. Fryderyka Chopina w Warszawie
Na XVII Konkursie (2015) wykonała:
- I etap: Nokturn cis-moll op. 27 nr 1, Etiudę cis-moll op. 10 nr 4, Etiudę e-moll op. 25 nr 5, Scherzo cis-moll op. 39,

- II etap: Barkarolę Fis-dur op. 60, Preludium cis-moll op. 45, Balladę g-moll op. 23, Walc F-dur op. 34 nr 3, Polonez As-dur op. 53,

- III etap: Rondo Es-dur op. 16, Sonatę b-moll op. 35, Mazurek B-dur op. 17 nr 1, Mazurek e-moll op. 17 nr 2, Mazurek As-dur op. 17 nr 3, Mazurek a-moll op. 17 nr 4, Scherzo h-moll op. 20,

- finał: Koncert fortepianowy e-moll op.11.

### XVIII Międzynarodowy Konkurs im. Fryderyka Chopina w Warszawie
Na XVIII Konkursie (2021) wykonała:
- I etap (7.10.2021): Nokturn fis-moll op. 48 nr 2, Etiuda a-moll op. 25 nr 11, Etiuda As-dur op. 10 nr 10, Scherzo E-dur op. 54
- II etap (12.10.2021): Polonez-fantazja As-dur op. 61, Ballada F-dur op. 38, Walc As-dur op. 42, Andante spianato i Wielki Polonez Es-dur op. 22
- III etap (16.10.2021): Mazurki op. 30 (nr 1 c-moll, nr 2 h-moll, nr 3 Des-dur,  nr 4 cis-moll), Preludia op. 28[9].
- IV etap (20.10.2021): Koncert fortepianowy e-moll op. 11